# بوب هارتلي
بوب هارتلي هو لاعب هوكي الجليد كندي، ولد في 7 سبتمبر 1960 في هاوكيسبيري في كندا.

## وصلات خارجية
- بوب هارتلي على موقع HockeyDB.com (الإنجليزية)